# Georgios Maïllis
Pour les articles homonymes, voir Maïllis.
 (mai 2024).
La mise en forme du texte ne suit pas les recommandations de Wikipédia : il faut le « wikifier ».
Les points d'amélioration suivants sont les cas les plus fréquents. Le détail des points à revoir est peut-être précisé sur la page de discussion.
- Les titres sont pré-formatés par le logiciel. Ils ne sont ni en capitales, ni en gras.
- Le texte ne doit pas être écrit en capitales (les noms de famille non plus), ni en gras, ni en italique, ni en « petit »…
- Le gras n'est utilisé que pour surligner le titre de l'article dans l'introduction, une seule fois.
- L'italique est rarement utilisé : mots en langue étrangère, titres d'œuvres, noms de bateaux, etc.
- Les citations ne sont pas en italique mais en corps de texte normal. Elles sont entourées par des guillemets français : « et ».
- Les listes à puces sont à éviter, des paragraphes rédigés étant largement préférés. Les tableaux sont à réserver à la présentation de données structurées (résultats, etc.).
- Les appels de note de bas de page (petits chiffres en exposant, introduits par l'outil «  Source ») sont à placer entre la fin de phrase et le point final[comme ça].
- Les liens internes (vers d'autres articles de Wikipédia) sont à choisir avec parcimonie. Créez des liens vers des articles approfondissant le sujet. Les termes génériques sans rapport avec le sujet sont à éviter, ainsi que les répétitions de liens vers un même terme.
- Les liens externes sont à placer uniquement dans une section « Liens externes », à la fin de l'article. Ces liens sont à choisir avec parcimonie suivant les règles définies. Si un lien sert de source à l'article, son insertion dans le texte est à faire par les notes de bas de page.
- La présentation des références doit suivre les conventions bibliographiques. Il est recommandé d'utiliser les modèles {{Ouvrage}}, {{Chapitre}}, {{Article}}, {{Lien web}} et/ou {{Bibliographie}}. Le mode d'édition visuel peut mettre en forme automatiquement les références.
- Insérer une infobox (cadre d'informations à droite) n'est pas obligatoire pour parachever la mise en page.

Pour une aide détaillée, merci de consulter Aide:Wikification.
Si vous pensez que ces points ont été résolus, vous pouvez retirer ce bandeau et améliorer la mise en forme d'un autre article.
Georgios Maïllis, né le 20 octobre 1976 à Charleroi, est un architecte belge. En 2013, il a été nommé bouwmeester, maître architecte, de la ville de Charleroi. Il a été réélu en 2018 et en 2022 pour un troisième mandat jusqu'en 2026.

## Biographie
Georgios Maïllis est diplômé de la faculté d'architecture La Cambre - ISACF à Bruxelles en 2000. Il a acquis son expérience professionnelle dans des cabinets d'architecture de renommée internationale : Zaha Hadid architects, Foster and Partners, Elia Zenghelis architects, Brisac-Gonzalez et Aris Zambicos. 
En 2007, il co-fonde le bureau d'architecture RESERVOIR A. Avec son agence, il développe des grands projets publics tels que le Grand Hopital de Charleroi et la caserne des pompiers de la zone de secours Hainaut Est,,. 
En 2013, à l'initiative de Paul Magnette, un appel à candidatures pour un « bouwmeester - maître architecte » de la Ville de Charleroi a été lancé, aboutissant à la nomination de Georgios Maïllis et met fin ses activités au sein du bureau d'architecture RESERVOIR A. 
Il a ensuite été confirmé pour un deuxième mandat en 2018 et pour un troisième en 2022, qui prendra fin en 2026.
En 2018, il a reçu le Pioneer Award aux Belgian Building Awards pour son travail de transformation de la ville de Charleroi à la tête de la cellule Charleroi Bouwmeester. La même année, il apparaît dans le film de Guy-Marc Hinant, Charleroi, Le Pays aux 60 montagnes, dans une scène d'échanges sur l'architecture de Charleroi avec l'ancien architecte de la ville, Jean Yernaux.
Le 24 février 2022, au Parlement wallon à Namur, il participe avec les autres bouwmeesters de Belgique, Erik Wieërs et Kristiaan Borret, au débat sur la création d'un bouwmeester en Région wallonne. Il soutient la nécessité d’un bouwmeester, maitre-architecte, au sein d’une ville ou d’une région, car cette fonction à l'avantage d’être dans une position indépendante au niveau politique locale et sans affiliation statutaire au niveau de l’administration. Cependant, Georgios Maillis rappelle que la fonction de bouwmeester dépend clairement d'une volonté politique s’intéressant au développement territorial d’une ville ou d’une région. En effet, citant son expérience à Charleroi, il se considère comme « le bras armé du Collège communal » dans la redéfinition de l'image publique de sa ville et le pilotage d'une vision territoriale structurée et claire.

## Vie privée
Georgios Maïllis est père de deux filles, Zoï Maïllis (2015) et Stella Maïllis Blanchart (2020). En 2021, il se marie avec Natacha Blanchart.

## Publications

### Ouvrages
- (fr + en) Georgios Maïllis (dir.) et al., Ville de Charleroi, Charleroi Métropole : Un schéma stratégique, 2015, 3e éd., 318 p. (ISBN 978-2-9601783-0-2, lire en ligne [PDF])
- (fr + en) Georgios Maïllis (dir.) et al., Ville de Charleroi, Charleroi Métropole : Un schéma stratégique, 2018, 4e éd. (1re éd. 2015), 297 p. (ISBN 978-2-9601783-1-9, lire en ligne [PDF])
- (fr + en) Georgios Maïllis (dir.) et al., Ville de Charleroi, Charleroi : Le projet métropolitain, 2022, 5e éd. (1re éd. 2015), 320 p. (ISBN 978-2-93-118600-8, lire en ligne [PDF])

### Articles
- Récréation. Territoires métamorphiques, « GREEN. Géopolitique, réseaux, énergie, environnement, nature, nº4 », 31 octobre 2023, année 3, Paris, Groupe d’études géopolitiques, (co-auteur), pp. 70-74.
- Anne-Catherine Bioul, Carine Gouvienne (dir.), Christian Joosten (dir.) et Marie Wautelet, Auguste Cador : Voir Charleroi devenir grande et belle [« Conclusions »], Jamioulx, ACACIA, coll. « Archives Charleroi », 2017, 120 p. (ISBN 978-2-930866-02-4), p. 112-114
- Iwan Strauven (dir.), Judith Le Maire (dir.) et Marie-Noëlle Dailly (dir. et photogr.), Perspectives. Georgios MAILLIS , en entretien avec Benoit Moritz. [« 1881-2017 Charleroi métropole »], Bruxelles, Mardaga et Cellule architecture de la Fédération Wallonie-Bruxelles, coll. « Guide d'architecture moderne et contemporaine » (no 4), 2017, 367 p. (ISBN 9782804703677), p. 51-61